# Abkommen zur Erhaltung der europäischen Fledermauspopulationen
Das Abkommen zur Erhaltung der europäischen Fledermauspopulationen (UNEP/EUROBATS) (englisch: Agreement on the Conservation of Populations of European Bats) ist ein völkerrechtlicher Vertrag, der die Vertragsstaaten zum Schutz von Fledermäusen verpflichtet. Das Abkommen wurde 1991 gegründet und umfasst heute 38 von 63 Arealstaaten. Es steht unter der Schirmherrschaft des Übereinkommens zur Erhaltung der wandernden wild lebenden Tierarten, auch bekannt unter dem Namen „Bonner Konvention“ (englisch: Convention on the Conservation of Migratory Species of Wild Animals/CMS).

## Geschichte
Der Text des Abkommens wurde im September 1991 während der 3. Vertragsstaatenkonferenz der Bonner Konvention in Genf erarbeitet. Am 4. Dezember desselben Jahres wurde es unter dem Namen „Abkommen zur Erhaltung der Fledermäuse in Europa“ zur Unterzeichnung vorgelegt. An diesem Tag unterzeichneten sechs Staaten das Abkommen. Am 16. Januar 1994 trat das Abkommen schließlich in Kraft, nachdem fünf Staaten (Deutschland, Großbritannien, Luxemburg, Niederlande, Norwegen und Schweden) die notwendigen Maßnahmen zur Ratifikation getroffen hatten.
Im Jahr 2000 wurde der Name des Abkommens in „Abkommen zur Erhaltung der europäischen Fledermauspopulationen“ geändert. Seit 2001 ist EUROBATS in das Umweltprogramm der Vereinten Nationen (UNEP) eingegliedert und führt seitdem das Kürzel UNEP/EUROBATS.

## Ziele des Abkommens
Das Hauptziel des Abkommens ist es, sowohl den Mitgliedsstaaten als auch den noch nicht beigetretenen Ländern einen Leitfaden für die Zusammenarbeit im Fledermausschutz in Europa zu geben. Laut Abkommenstext ist das absichtliche Fangen, Halten und Töten von Fledermäusen in den Vertragsstaaten (außer mit spezieller behördlicher Erlaubnis) gesetzlich verboten. Die Vertragsstaaten verpflichten sich, geeignete Maßnahmen zur Förderung der Erhaltung der Fledermäuse zu treffen und das öffentliche Bewusstsein für die Bedeutung ihrer Erhaltung zu wecken. Sie identifizieren die wichtigen Quartiere zur Jungenaufzucht, Zufluchts- und Schutzstätten sowie Futterplätze der Fledermäuse in ihrem Hoheitsbereich und schützen diese vor Beschädigung oder anderen Störungen.
Weitere Ziele sind die Überwachung des Zustands und der Entwicklung von Fledermauspopulationen („Biomonitoring“) sowie die Entwicklung von Studien über ihr Wanderverhalten. Die gewonnenen Erkenntnisse werden zu Empfehlungen und Richtlinien verarbeitet, die wiederum von den Vertragsstaaten auf nationaler Ebene umgesetzt werden sollen.

## Organe des Abkommens

### Vertragsstaatenkonferenz
Die Vertragsstaatenkonferenz („Meeting of the Parties“) ist das höchste Entscheidungsgremium des Abkommens und verabschiedet Resolutionen. Jeder Vertragsstaat hat eine Stimme. Teilnahmeberechtigt als Beobachter sind außerdem Vertreter aus den Arealstaaten sowie Organisationen, die auf dem Gebiet des Fledermausschutzes fachlich qualifiziert sind.
Die Konferenz findet alle vier Jahre an wechselnden Orten statt, zuletzt im September 2014 in Brüssel, Belgien. (Stand: August 2016)

### Beratender Ausschuss
Der Beratende Ausschuss („Advisory Committee“) ist der wissenschaftliche Beirat des Abkommens. Er wertet Daten aus und diskutiert wissenschaftliche Fragen zu Fledermausforschung und -schutz, um Prioritäten für die zukünftige Arbeit des Abkommens aufzustellen. Dabei geht es um Themen wie den Zusammenhang von Fledermaussterblichkeit und Windkraftanlagen, die Auswirkungen der Lichtverschmutzung auf Fledermauskolonien oder die nachhaltige Forstwirtschaft für Fledermäuse. Außerdem entwirft der Ausschuss die Resolutionen, die auf den Vertragsstaatenkonferenzen verabschiedet werden sollen.
Er trifft sich einmal jährlich.

### Ständiger Ausschuss
Der Ständige Ausschuss („Standing Committee“) ist der Verwaltungsbeirat des Abkommens. Er bewertet die Haushaltslage und berät über andere Verwaltungsangelegenheiten wie beispielsweise Personalfragen. Die Einrichtung des Ständigen Ausschusses wurde auf der fünften Vertragsstaatenkonferenz im Herbst 2006 beschlossen, um den Beratenden Ausschuss zu entlasten.
Der Ständige Ausschuss trifft sich einmal jährlich, häufig auf dem UN-Campus in Bonn, erstmals im März 2007.

### Sekretariat
Das EUROBATS-Sekretariat ist das Verwaltungsorgan des Abkommens. Es koordiniert und organisiert alle Aktivitäten der Vertragsstaatenkonferenz, des Ständigen Ausschusses und des Beratenden Ausschusses. Außerdem dient es zum Austausch von Informationen und zur Koordinierung internationaler Forschungs- und Beobachtungsaktivitäten. Des Weiteren ergreift das Sekretariat Initiativen zur Umsetzung der angestrebten Ziele sowie zur Anwerbung neuer Mitgliedsstaaten und arbeitet an der Bewusstseinsbildung in der Öffentlichkeit. Die vom EUROBATS-Sekretariat angeregte Internationale Fledermausnacht ist mittlerweile zu einem Event in mehr als 30 Ländern geworden und findet jedes Jahr am letzten, vollständigen Wochenende im August statt. Im Jahr 2016 wird die 20. Internationale Fledermausnacht gefeiert.
Die Einrichtung des Sekretariats wurde auf der ersten Vertragsstaatenkonferenz im Juli 1995 in Bristol/Großbritannien beschlossen. Im Januar 1996 nahm es seine Arbeit in Bonn auf. Seit Juni 2006 ist das Sekretariat im „Langen Eugen“ auf dem UN-Campus. Dort residieren auch viele andere UN-Einrichtungen.

## Abkommensgebiet
Das Abkommensgebiet umfasste zunächst den gesamten europäischen Kontinent, wurde aber im Jahr 2010 vergrößert. Grund für die Änderung des Abkommensgebietes war die Erkenntnis, dass Populationen europäischer Fledermausarten in einem größeren Gebiet vorkommen, als zunächst definiert. Jetzt umfasst das Abkommensgebiet die westliche Paläarktis vom Svalbard-Archipel im Norden bis zu den Anrainerstaaten des Mittelmeeres im Süden (inklusive Nord-Afrika und Mittlerer Osten). Der 50. Längengrad ist die östliche Begrenzung des Abkommensgebietes, die Azoren mit dem 30. Längengrad die westliche.

## Vertragsstaaten
Die folgenden 38 der 63 möglichen Vertragsstaaten haben das Abkommen bislang ratifiziert (Stand: August 2016); alphabetische Reihenfolge, in Klammern das Datum der Ratifikation:
- Albanien (22. Juni 2001)
- Belgien (14. Mai 2003)
- Bosnien und Herzegowina (22. Juli 2021)
- Bulgarien (9. November 1999)
- Dänemark (6. Januar 1994)
- Deutschland (18. Oktober 1993)
- Estland (11. November 2004)
- Finnland (20. September 1999)
- Frankreich (7. Juli 1995)
- Georgien (25. Juli 2002)
- Großbritannien (9. September 1992)
- Irland (21. Juni 1995)
- Israel (15. Dezember 2014)
- Italien (20. Oktober 2005)
- Kroatien (8. August 2000)
- Lettland (1. August 2003)
- Litauen (28. November 2001)
- Luxemburg (29. Oktober 1993)
- Malta (2. März 2001)
- Moldawien (2. Februar 2001)
- Monaco (23. Juli 1999)
- Montenegro (28. März 2011)
- Niederlande (17. März 1992)
- Nordmazedonien (15. September 1999)
- Norwegen (Unterzeichnung: 3. Februar 1993)
- Polen (10. April 1996)
- Portugal (10. Januar 1996)
- Rumänien (20. Juli 2000)
- San Marino (9. April 2009)
- Schweden (Unterzeichnung: 4. März 1992)
- Schweiz (27. Juli 2013)
- Serbien (8. Februar 2019)
- Slowakei (9. Juli 1998)
- Slowenien (5. Dezember 2003)
- Tschechische Republik (24. Februar 1994)
- Ukraine (30. September 1999)
- Ungarn (22. Juni 1994)
- Zypern (13. November 2012)